# Trizodes polioxysta
Trizodes polioxysta är en fjärilsart som beskrevs av Fletcher 1961. Trizodes polioxysta ingår i släktet Trizodes och familjen mätare. Inga underarter finns listade i Catalogue of Life.